# Daj To Głośniej
Daj To Głośniej (w skrócie DTG) – polski zespół muzyczny wykonujący muzykę z pogranicza disco polo i folku. Liderką i wokalistką zespołu jest Emilia Sanecka.

## Historia
Zespół został założony 1 stycznia 2019 w Sycowie. Popularność zyskał w maju 2019 po wrzuceniu wideoklipu „Mama ostrzegała” na platformę YouTube, na której stał się drugim najpopularniejszym teledyskiem opublikowanym w 2019 w Polsce; od czasu premiery uzyskał ponad 227 mln odsłon. W lutym 2020 Sanecka wzięła udział w eliminacjach do Eurowizji 2020.
W 2021 zespół wydał single: „Jeszcze raz”, „Wróciłeś nad ranem”, „Uciekaj dziewczyno” i „Dlaczego tato”, a 26 maja 2021 wydał debiutancki album studyjny pt. Folk Disco. W 2023 zespół wydał singiel „Wesele w Dubaju”.

## Dyskografia

### Albumy studyjne
| Rok                                                     | Dane dot. albumu                                                                                         | Najwyższe pozycje na listach |
| Rok                                                     | Dane dot. albumu                                                                                         | POL                          |
| ------------------------------------------------------- | --- | ---------------------------- |
| 2021                                                    | Folk Disco - Wydany: 26 maja 2021 - Wytwórnia: ZPR Media, HESU - Format: CD, digital download, streaming | –                            |
| „–” oznacza, że album nie był notowany na danej liście. | |                              |

### Single
Jako główny artysta
| Rok                                                       | Tytuł                | Najwyższe pozycje na listach | Najwyższe pozycje na listach | Najwyższe pozycje na listach | Najwyższe pozycje na listach | Najwyższe pozycje na listach | Najwyższe pozycje na listach | Najwyższe pozycje na listach | Najwyższe pozycje na listach | Najwyższe pozycje na listach | Najwyższe pozycje na listach | Najwyższe pozycje na listach | Najwyższe pozycje na listach | Certyfikat                  | Album      |
| Rok                                                       | Tytuł                | POL                          | POL                          | POL                          | POL                          | POL                          | POL                          | CZE                          | DNK                          | IRE                          | NLD                          | NOR                          | SWE                          | Certyfikat                  | Album      |
| Rok                                                       | Tytuł                | Airplay                      | Airplay Nowości              | Airplay TV                   | Spotify                      | Apple Music                  | iTunes                       | iTunes                       | iTunes                       | iTunes                       | iTunes                       | iTunes                       | iTunes                       | Certyfikat                  | Album      |
| --------------------------------------------------------- | -------------------- | ---------------------------- | ---------------------------- | ---------------------------- | ---------------------------- | ---------------------------- | ---------------------------- | ---------------------------- | ---------------------------- | ---------------------------- | ---------------------------- | ---------------------------- | ---------------------------- | --------------------------- | ---------- |
| 2019                                                      | „Mama ostrzegała”    | –                            | –                            | –                            | 48                           | 8                            | 2                            | 67                           | 126                          | 195                          | 164                          | 100                          | 115                          | - ZPAV: 3x diamentowa płyta | Folk Disco |
| 2020                                                      | „Zwariowana noc”     | –                            | –                            | 1                            | –                            | –                            | 9                            | –                            | 93                           | 51                           | –                            | 126                          | –                            | - ZPAV: platynowa płyta     | Folk Disco |
| 2020                                                      | „Dobrze”             | –                            | –                            | –                            | –                            | –                            | 25                           | –                            | –                            | –                            | –                            | –                            | –                            | - ZPAV: złota płyta         | Folk Disco |
| 2020                                                      | „Andrzej łajdaku”    | –                            | –                            | 4                            | –                            | –                            | 23                           | 28                           | 92                           | –                            | –                            | –                            | –                            | - ZPAV: platynowa płyta     | Folk Disco |
| 2020                                                      | „Kochaj mnie”        | –                            | –                            | –                            | –                            | –                            | 27                           | –                            | –                            | –                            | –                            | –                            | –                            |                             | Folk Disco |
| 2020                                                      | „Ochotę mam”         | –                            | –                            | 1                            | –                            | –                            | 51                           | –                            | –                            | –                            | –                            | –                            | –                            | - ZPAV: złota płyta         | Folk Disco |
| 2021                                                      | „Jeszcze raz”        | 97                           | 5                            | 1                            | –                            | –                            | 60                           | 24                           | –                            | –                            | –                            | –                            | –                            |                             | Folk Disco |
| 2021                                                      | „Wróciłeś nad ranem” | –                            | –                            | 3                            | –                            | –                            | –                            | –                            | –                            | –                            | –                            | –                            | –                            |                             | Folk Disco |
| 2021                                                      | „Uciekaj dziewczyno” | –                            | –                            | 3                            | –                            | –                            | 39                           | –                            | –                            | –                            | –                            | –                            | –                            | - ZPAV: 2× platynowa płyta  | Folk Disco |
| 2021                                                      | „Mięta”              | –                            | –                            | –                            | –                            | –                            | –                            | –                            | –                            | –                            | –                            | –                            | –                            | - ZPAV: złota płyta         | Folk Disco |
| 2021                                                      | „Głowy nie urywa”    | –                            | –                            | –                            | –                            | –                            | –                            | –                            | –                            | –                            | –                            | –                            |                              |                             | Folk Disco |
| 2022                                                      | „Zimna woda"         | –                            | –                            | –                            | –                            | –                            | –                            | –                            | –                            | –                            | –                            | –                            | –                            |                             |            |
| 2023                                                      | „Wesele w Dubaju”    |                              |                              |                              |                              |                              |                              |                              |                              |                              |                              |                              |                              | - ZPAV: 3× platynowa płyta  |            |
| 2023                                                      | „Ona zaskoczona”     |                              |                              |                              |                              |                              |                              |                              |                              |                              |                              |                              |                              | - ZPAV: złota płyta         |            |
| 2024                                                      | „Ze wsi dziewczyna”  |                              |                              |                              |                              |                              |                              |                              |                              |                              |                              |                              |                              | - ZPAV: złota płyta         |            |
| 2024                                                      | „Pilnie oddam gruz”  |                              |                              |                              |                              |                              |                              |                              |                              |                              |                              |                              |                              | - ZPAV: złota płyta         |            |
| „–” oznacza, że singiel nie był notowany na danej liście. |                      |                              |                              |                              |                              |                              |                              |                              |                              |                              |                              |                              |                              |                             |            |

Jako artysta gościnny
| Rok  | Tytuł                                     | Najwyższe pozycje na listach | Album      |
| Rok  | Tytuł                                     | POL                          | Album      |
| Rok  | Tytuł                                     | iTunes                       | Album      |
| ---- | ----------------------------------------- | ---------------------------- | ---------- |
| 2019 | „Kury” (Letni, gościnnie Daj To Głośniej) | 15                           | Swagabunda |